# Уклонение от уплаты налогов
Уклонение от уплаты налогов — незаконное умышленное избежание уплаты налогов физическими или юридическими лицами.
Способы уклонения от уплаты налогов зависят от вида налога. Основными способами уклонения от уплаты налогов на доходы физических лиц и на прибыль организаций является неуказание в налоговых декларациях определенных налогооблагаемых доходов или указание в них фактически не имевших места расходов, уменьшающих налоговую базу. Для уклонения от уплаты налогов используются сделки с фирмами-однодневками и офшорными компаниями.
За уклонение от уплаты налогов законодательствами различных стран предусмотрена административная ответственность в виде штрафа, а в определённых случаях — и уголовная ответственность.
Как отмечает профессор Фрайбургского университета Ларс Фельд, хотя трудовая деятельность в обход налоговых органов и противоречит закону, но для отдельных групп людей зло это — нередко «последняя возможность заработать на жизнь».
От злостного незаконного уклонения от уплаты налогов следует отличать избежание налогов законными способами (англ. tax avoidance) или налоговое планирование, то есть умелое применение налоговых льгот и других законных способов минимизации уплачиваемых налогов, в том числе с использованием иностранных юрисдикций.

## Ответственность за уклонение от уплаты налогов

### Россия
Уклонение от уплаты налогов и (или) сборов с физического лица — преступление, предусмотренное статьёй 198 Уголовного Кодекса Российской Федерации, заключающееся в непредставлении налоговой декларации или иных документов, представление которых в соответствии с законодательством Российской Федерации о налогах и сборах является обязательным, либо путём включения в налоговую декларацию или такие документы заведомо ложных сведений, совершённое в крупном размере.
Объектом преступления являются финансовые интересы государства. Объективная сторона заключается в действиях, направленных на уклонение от уплаты налогов в крупном размере. Под уклонением следует понимать умышленные деяния, направленные на их неуплату в крупном или особо крупном размере и повлекшие полное или частичное непоступление соответствующих налогов и сборов в бюджетную систему РФ.
Субъективная сторона заключается в прямом умысле. Виновный осознаёт, что уклоняется от уплаты налога в крупном размере путём непредставления декларации о доходах или путём включения в неё заведомо искажённых данных о доходах или расходах либо иным способом, или осознаёт, что уклоняется от уплаты страхового взноса в государственные внебюджетные фонды, и желает этого. Субъектом преступления является физическое лицо (гражданин Российской Федерации, иностранный гражданин, лицо без гражданства), достигшее 16-летнего возраста, обязанное в соответствии с законодательством уплачивать налог и (или) страховой взнос в государственные внебюджетные фонды.
Уклонение от уплаты налогов и (или) сборов с организации — преступление, предусмотренное статьёй 199 Уголовного Кодекса Российской Федерации, заключающееся в непредставлении налоговой декларации или иных документов, представление которых в соответствии с законодательством Российской Федерации о налогах и сборах является обязательным, либо путём включения в налоговую декларацию или такие документы заведомо ложных сведений, совершенное в крупном размере.
Объектом преступления являются финансовые интересы государства. Объективная сторона заключается в действиях направленных на уклонении от уплаты налогов в крупном размере или особо крупном размере. Уголовному преследованию подлежит уклонение от уплаты налогов с организации в только размере более 5 млн рублей за 3 финансовых года подряд, если доля неоплаченных налогов превышает 25 % подлежащих уплате налогов или более 15 млн руб. — размер увеличен с середины 2016 г.(крупный размер) или в особо крупном размере (более 15 млн рублей за 3 финансовых года подряд, если доля неоплаченных налогов превышает 50 % подлежащих уплате налогов или более 45 млн руб.). Под уклонением следует понимать умышленные деяния, направленные на их неуплату в крупном или особо крупном размере и повлёкшие полное или частичное непоступление соответствующих налогов и сборов в бюджетную систему РФ.
Субъективная сторона заключается в прямом умысле. Виновный осознает факт уклонения от уплаты налогов или страховых взносов в государственные внебюджетные фонды с организации в крупном размере путём включения в бухгалтерские документы заведомо искаженных данных о доходах или расходах либо иным способом и желает таким способом уклониться от уплаты налогов и (или) страховых взносов в государственные внебюджетные фонды в названном размере.=
Субъектом преступления может быть лицо, на которое в соответствии с его полномочиями возложена обязанность обеспечить уплату налогов и страховых взносов в государственные внебюджетные фонды с организации. К таким лицам относятся руководитель и главный (старший) бухгалтер, а также лица, фактически, законно выполняющие их обязанности, организаций-плательщиков любой организационно-правовой формы и формы собственности. Другие лица, в частности, служащие организаций-плательщиков налогов и страховых взносов в государственные внебюджетные фонды, включившие в бухгалтерские документы заведомо искаженные данные по уплате налогов или страховых взносов, могут нести ответственность лишь как соучастники данного преступления.
Деятельность в сфере налогов и сборов в России регулируется Налоговым кодексом Российской Федерации.

## Борьба со злостным уклонением от уплаты налогов
Налоговые органы, Центральный банк РФ и арбитражные суды выделяют типичные признаки, при наличии которых организацию можно подозревать в уклонении от уплаты налогов:
- отсутствие экономического смысла у хозяйственных операций;
- отсутствие персонала или средств для осуществления заявленных операций;
- использование посредников при операциях без явной необходимости;
- несоответствие заработной платы сотрудников их квалификации;
- уменьшение налоговой нагрузки при одновременном увеличении выручки;
- положительная разница между заемными средствами и выручкой;
- высокое соотношение НДС, заявляемого к вычету, к НДС, подлежащему уплате.